# 노 웨이 아웃 (1950년 영화)
노 웨이 아웃(No Way Out)은 미국에서 제작된 조셉 L. 맨키위즈 감독의 1950년 범죄, 드라마, 느와르 영화이다. 리차드 위드마크 등이 주연으로 출연하였고 대릴 F. 자눅 등이 제작에 참여하였다.

## 출연

### 주연
- 리차드 위드마크
- 린다 다넬

### 조연
- 스티븐 맥널리
- 시드니 포이티어
- 해리 벨라버
- 스탠리 리지스

## 제작진
- 의상: 트라빌라